# Āghlān
Āghlān (persiska: آغلان) är en ort i Iran.   Den ligger i provinsen Västazarbaijan, i den nordvästra delen av landet, 500 km väster om huvudstaden Teheran. Āghlān ligger 1 475 meter över havet och antalet invånare är 519.
Terrängen runt Āghlān är kuperad, och sluttar österut. Runt Āghlān är det ganska tätbefolkat, med 80 invånare per kvadratkilometer. Närmaste större samhälle är Ālvātān, 14,6 km nordväst om Āghlān. Trakten runt Āghlān består i huvudsak av gräsmarker.